# Mercedes Escribano
Mercedes Escribano fue una actriz de cine y teatro argentina.

## Carrera
Primera actriz de carácter teatral, compartió escenario con promisorias figuras argentinas como Carmen Lamas, Nelly Panizza, Alberto de Mendoza, Lalo Hartich, Elena Cruz, Marcelino Ornat, Daniel de Alvarado, entre otros.
De opulenta figura, en cine debutó en 1941 con Soñar no cuesta nada con Francisco Álvarez y las hermanas Mirtha Legrand y Silvia Legrand. Ya en 1954 actúa en la película La calle del pecado protagonizada por Zully Moreno, Santiago Gómez Cou, Alberto de Mendoza y Sofía Bozán. Su papel de "Ramona" en el film Barrio gris de ese mismo año tuvo gran repercusión; allí compartió cartel con actores como Carlos Rivas, Alberto de Mendoza, Fernando Siro, Ubaldo Martínez y Luis Arata. En 1957 acompaña a Pedrito Rico y Mercedes Carreras en el film El ángel de España. Su última película fue Hombre de la esquina rosada con Francisco Petrone, Walter Vidarte y Susana Campos. Fue dirigida por Luis César Amadori, Mario Soffici, Enrique Carreras, Ernesto Arancibia y René Mugica.
En teatro integró compañías de célebres comediantes como fueron Florencio Parravicini con quien estrenó  La hermana Josefina, Pepe Ratti con quien hizo El caballero alegría y Francisco Charmiello con quien actuó en la obra La cigüeña a los sesenta... y mi señora contenta!.

## Filmografía
- 1962: Hombre de la esquina rosada.
- 1957: El ángel de España.[2]
- 1954: Barrio gris.
- 1954: La calle del pecado.
- 1941: Soñar no cuesta nada.

## Teatro
- 1965: La pérgola de las flores, puesta en escena de Cecilio Madanes. Estrenada en el Teatro Avenida.
- 1956: La cigüeña a los sesenta... y mi señora contenta! con Francisco Charmiello, Sara Terzi, Olga Duncan, Dora Pacheco, Selva Malbran, Arturo Scutari, Héctor Armendariz, Alberto Barrie y Enrique San Miguel.
- 1949: Viuda ella, viudo él, quién le pone el cascabel, obra de Germán Ziclis con Ego Brunoldi, Osvaldo Capiaghi, Carlos Bianquet, José Ramírez, Alicia Rojas, Marcos Zucker y Pastor Serrador. Estrenada en el Teatro Coliseo de La Plata[3]
- 1947: Tiburón, junto a la Compañía Argentina de Espectáculos Cómicos Pepe Ratti. En el Teatro Estornell.
- 1947: El caballero alegría, con Pepe Ratti, Maruja Roig, Agustín Castro.
- 1939: La hermana Josefina, con Florencio Parravicini, Paquita Vehil, Alba Rey, Carlos Bettoldi, Manuel Villarino, Francisco Álvarez, Baby Correa, Pascual Pellicciotta, Roberto Salinas y Alicia Vignoli.
- 1930: Hécticos. En el Teatro Gloria. de la ciudad de San Francisco, provincia de Córdoba. Es obra de Emilio Giglili.